# Henri Vieuxtemps

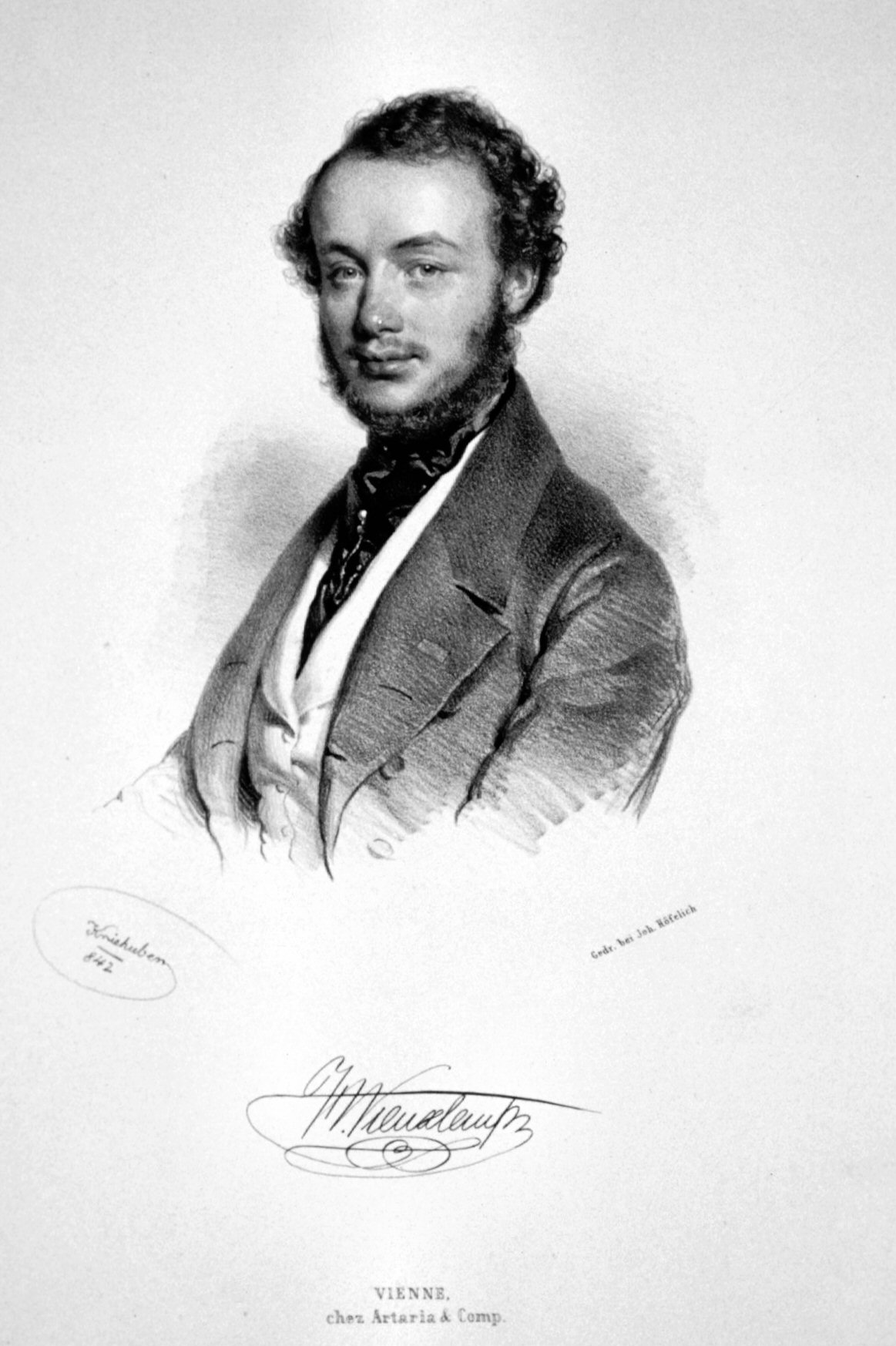
Henri Vieuxtemps, Lithographie von Joseph Kriehuber, 1842

Henri Vieuxtemps (* 17. Februar 1820 in Verviers; † 6. Juni 1881 in Mustapha Supérieur, einem Vorort von Algier) war ein belgischer Komponist und einer der bedeutenden Violinisten des 19. Jahrhunderts. Er übernahm nach dem Tod von Niccolo Paganini im Jahre 1840 dessen Rolle als reisender Violinvirtuose und Kosmopolit. Von 1855 bis 1864 lebte er mit seiner Frau, der österreichischen Pianistin Josephine Eder (1815–1868) und den beiden Kindern Julie und Maximilien in Dreieichenhain (Nähe Frankfurt) auf einem Landgut mit großen Ländereien.

## Leben

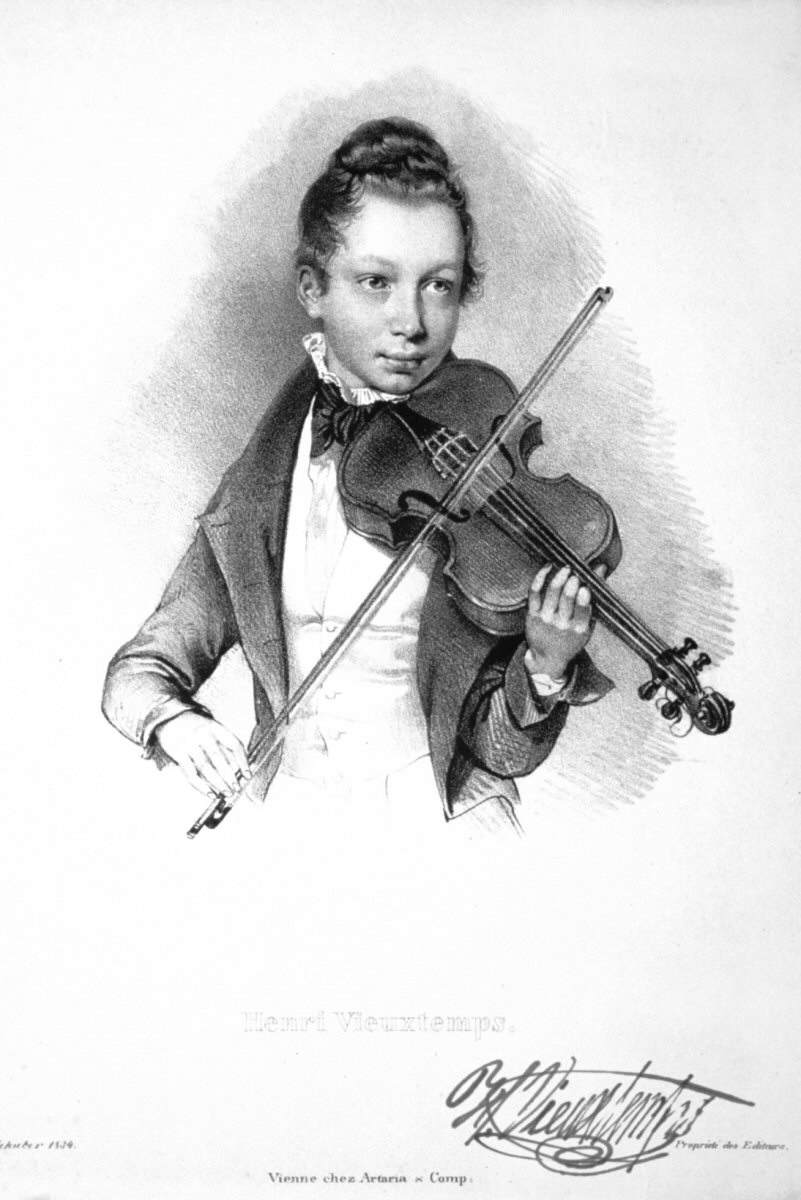
Henri Vieuxtemps Jugendbildnis; Lithographie von Joseph Kriehuber, 1834

Henri Vieuxtemps hatte zwei ebenfalls musikalische Brüder. Er erhielt seinen ersten Unterricht von seinem Vater, einem Geiger und Amateurgeigenbauer. Als dieser das Talent seines Sohnes Henri bemerkte, übertrug er den Unterricht dem in Verviers wirkenden Geiger Joseph Lecloux-Dejonc (1798–1850). Bereits im Alter von sechs Jahren hatte Vieuxtemps in seiner Vaterstadt seinen ersten öffentlichen Auftritt mit dem 5. Violinkonzert von Pierre Rode. In der Folgezeit gab er weitere Konzerte in mehreren benachbarten Städten.
Von 1829 bis 1831 studierte er bei Charles-Auguste de Bériot am Brüsseler Konservatorium. Nach vollendetem Studium zog es ihn mit seinem Lehrer de Bériot nach Paris. Die Unruhen bei der Wiedereinführung der Monarchie in Frankreich, aber auch die Hochzeit seines Freundes de Bériot führten ihn nach Brüssel zurück. Dort vervollkommnete er seine Violintechnik.
Im Jahre 1833 führte ihn seine zweite Kunstreise nach Deutschland. Dort knüpfte er freundschaftliche Bande zu Robert Schumann und Louis Spohr, die ihn mit Niccolò Paganini verglichen. In jenem Jahr trat er in Frankfurt am Main zum ersten Mal öffentlich vor dem deutschen Publikum im Hotel Weidenbusch auf mit dem 7. Konzert von Rode, mit Air varié von de Bériot und Variationen von Mayseder. Im Winter 1835/1836 studierte er bei Simon Sechter in Wien Kontrapunktik, danach bei Anton Reicha in Paris Komposition.
Seine erste Komposition wurde als Violinkonzert Nr. 2 bekannt. Im Jahre 1837 führte er unter großer Begeisterung und Anerkennung des Publikums in St. Petersburg sein Konzert Nr. 1 auf. In Paris wohnend widmete er sich mit großem Erfolg der Komposition weiterer Werke.
Vieuxtemps wurde am 26. August 1841 in Brüssel in die Freimaurerloge Les Vrais Amis de l’Union et du Progrès réunis aufgenommen. Später affiliierte er bei der Brüsseler Loge Amis Philanthropes.

### Konzertreisen nach Amerika
Vieuxtemps unternahm drei Konzertreisen nach Amerika. Im Jahre 1843 brach er zum ersten Mal zu einer Tournee in die Neue Welt auf. Auf dieser Reise begleitete ihn die Wiener Pianistin Josephine Eder (1815–1868). Nach der Rückkehr in die Heimat im Jahre 1844 wurde sie seine Frau, die Heirat fand in Frankfurt am Main statt. Im Verlauf ihrer gemeinsamen Konzerte in Amerika trat sie als seine Schwester auf und wurde daher als „Josephine Vieuxtemps“ angekündigt: „Seine Schwester, eine schöne Blondine, die ihm gar nicht ähnlich sieht, geht mit ihm auf Tournee und begleitet ihn am Flügel“, so schrieb eine New Yorker Tageszeitung im Jahre 1844. Beide Künstler befürchteten offenbar, dass die „prüden“ Amerikaner die Konzerte eines unverheirateten Paares weniger oder gar nicht besuchen könnten.
Nachdem er den Dezember 1843 mit Konzerten in Boston, New York und anderen Städten im Norden der Union verbracht hatte, brach er Anfang Januar 1844 in Richtung Süden auf. In New Orleans gab er sein Debüt am 17. Januar 1844; zwei Monate später gab er in dieser Stadt – nach Konzerten in Vera Cruz und anderen mexikanischen Städten sowie Havanna (Februar und März 1844) – am 29. März 1844 sein Abschiedskonzert im Süden der Union. Dann fuhr er den Mississippi und den Ohio flussaufwärts wieder in Richtung Norden, dort gab er weitere Konzerte.

### Rückkehr nach Europa
Im Juni 1844 kam er wieder in Europa an, „um eine Fülle an Erfahrungen reicher“, wie er in seiner Selbstbiographie schrieb. Im Dezember 1845 wurde er zum Mitglied der Académie royale des Sciences, des Lettres et des Beaux-Arts de Belgique ernannt.

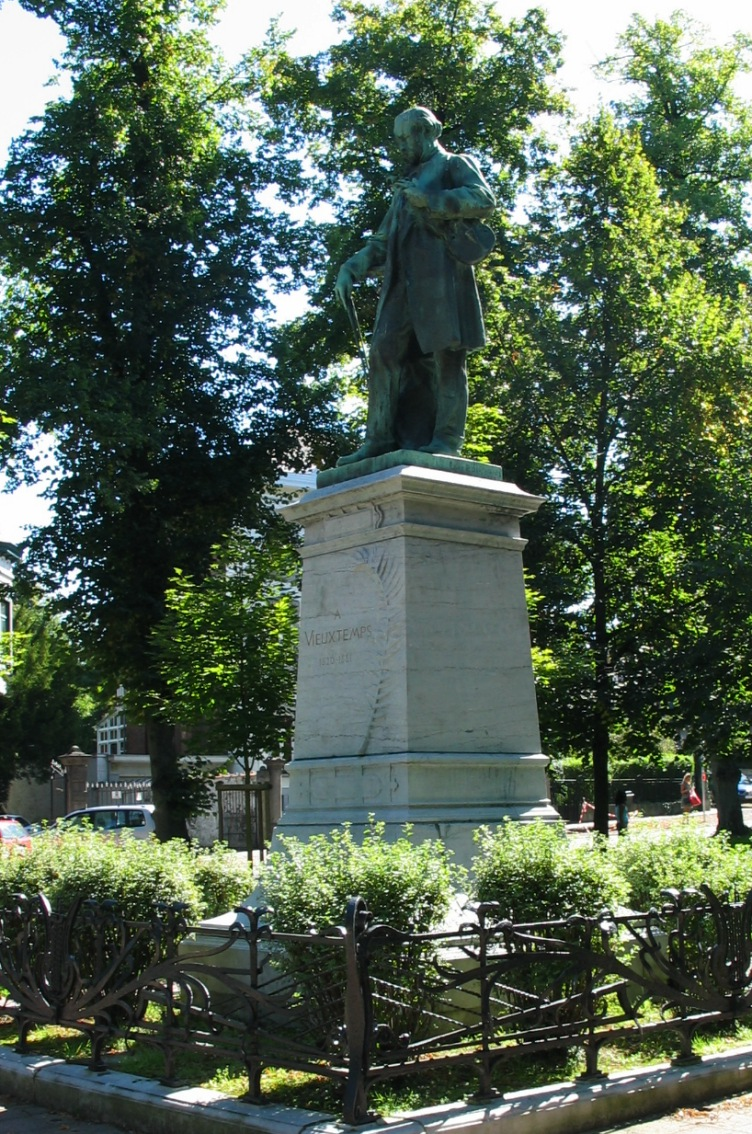
Place Vieuxtemps in Verviers

1846 siedelte er für sechs Jahre nach St. Petersburg über, als Hofmusiker des Zaren Nikolaus I. und als Solist am Kaiserlichen Theater zu St. Petersburg. In dieser Stellung komponierte er unter anderem vier weitere Violinkonzerte. Er begründete 1846/47 zusammen mit den Gebrüdern Albrecht (Vl, Va) und Johann Benjamin Gross (Vc) eine neue Streichquartett-Kultur in der Stadt. Vieuxtemps war Gründer der St. Petersburger Violinschule am dortigen Konservatorium.
Nachdem er Russland 1852 verlassen hatte, widmete er sich wieder seiner Tätigkeit als reisender Violin-Virtuose. Gemeinsam mit dem russischen Pianisten Anton Rubinstein (1829–1894) spielte er Beethovens Violinsonaten und trat bei zahlreichen Konzerten in Paris auf. Von Mai 1855 bis Herbst 1864 lebte er mit seiner Frau Josephine Eder und den beiden Kindern Julie (1846–1882) und Maximilian (1847–1926) auf seinem „Gut im Hayn“ in Dreieichenhain bei Frankfurt am Main. Wegen der sich verschlechternden politischen Verhältnisse in Deutschland zog er Ende 1864 zunächst für drei Jahre nach Frankfurt, dann übersiedelte er nach Paris, wo er seine internationale Karriere weiter ausbaute. Am 20. Juni 1868 starb seine Frau in La Celle St. Cloud bei Paris an der Cholera.
Im Jahre 1871 übertrug er seine Geigenklasse an Henryk Wieniawski, kehrte nach Brüssel zurück und übernahm zum wiederholten Male die Professur am dortigen Konservatorium. Sein renommiertester Schüler war Eugène Ysaÿe.
1873 litt er nach einem Schlaganfall an einer Lähmung der linken Körperseite, die es ihm unmöglich machte, weiterhin Violine zu spielen. Fortan lebte er zurückgezogen meist in Paris. Ab 1879 verbrachte er seine letzten Lebensjahre in einem Sanatorium bei Algier (Mustapha Supérieur), das sein Schwiegersohn Eduard Landowski leitete. Er setzte sein kompositorisches Werk unermüdlich fort, allerdings verbittert darüber, seine Musik von anderen Solisten aufführen lassen zu müssen.
Henri Vieuxtemps und Eugène Ysayë kann man als Begründer der franko-belgischen Violinschule bezeichnen, die teilweise bis heute an den Konservatorien von Lüttich, Brüssel und Paris gepflegt wird.
Seine Vaterstadt Verviers errichtete ihm im Jahre 1898 ein Denkmal und benannte den Platz des Standortes nach ihm. Am 8. Oktober 2014 wurde ein Asteroid nach ihm benannt: (40007) Vieuxtemps.

## „Prix Henri Vieuxtemps“
Königin Elisabeth von Belgien stiftete 1920 anlässlich des 100. Geburtstages von Vieuxtemps den „Prix de la Reine“. Erster Preisträger war der Geiger Alfred Dubois (1898–1949). Ab 1923 wurde er im Rahmen des nationalen Violinwettbewerbs „Prix Henri Vieuxtemps“ vergeben, der alle zwei Jahre in Verviers stattfand. Seit dem 20. Wettbewerb 1966 findet die Verleihung des Preises an junge Nachwuchskünstler nur noch alle vier Jahre statt.

## Werke (Auswahl)
- 7 Violinkonzerte
  - Nr. 1 E-Dur op. 10
  - Nr. 2 fis-Moll op. 19
  - Nr. 3 A-Dur op. 25
  - Nr. 4 d-Moll op. 31
  - Nr. 5 a-Moll op. 37 Grétry
  - Nr. 6 G-Dur op. 47 (Wilma Neruda gewidmet)
  - Nr. 7 a-Moll op. 49
- 2 Violoncellokonzerte
- Fantasia appassionata op. 35
- Ballade et Polonaise op. 38
- Fantaisie-Capriccio für Violine und Orchester
- Caprice-hommage à Paganini op. 9
- Sonate op. 12
- Bratschensonate B-Dur op. 36
- 3 Kadenzen für das Beethovenkonzert
- 12 Konzertante Duos (u. a. über Don Juan op. 20 für Violine und Klavier)
- Zahlreiche Salonmusiken, beachtenswert die Variationen über den Yankee Doodle op. 17

## Dokumente
- Briefe von Henri Vieuxtemps befinden sich im Bestand des Leipziger Musikverlages C. F. Peters im Staatsarchiv Leipzig.